# Sept Chansons
Les Sept Chansons, FP 81, sont un recueil de sept pièces pour chœur mixte a cappella, composées par Francis Poulenc en 1936, sur des textes de Guillaume Apollinaire et Paul Eluard.

## Génèse
La création de l'œuvre a lieu le 21 mai 1937 à la Salle Gaveau à Paris par les Chanteurs de Lyon, sous la direction de Ernest Bourmauck.
Pour l'édition originale (1936, Durand) et la création de l'œuvre, les textes de Guillaume Apollinaire n'ont pas pu être utilisés en raison d'un désaccord avec Gaston Gallimard, éditeur d'Apollinaire, et ont été remplacés pour l'occasion, mot à mot, par des textes de Jean Legrand, afin de coller à la musique. Gallimard finit par autoriser la publication du recueil avec les textes d'Apollinaire en 1943 (Durand).
Il s'agit des premières compositions pour chœur de Francis Poulenc, exception faite de la Chanson à boire composée en 1922.

## Composition
Les sept chansons sont les suivantes :
1. La Blanche Neige
2. À peine défigurée
3. Par une nuit nouvelle
4. Tous les droits
5. Belle et ressemblante
6. Marie
7. Luire

## Sources des poèmes
La blanche neige et Marie sont issues du recueil Alcools de Guillaume Apollinaire.
À peine défigurée, Par une nuit nouvelle, Tous les droits et Belle et ressemblante sont issues du recueil La vie immédiate de Paul Eluard. Luire est enfin issue du recueil Répétitions de Paul Eluard.
Le poème A peine défigurée, dont les premiers vers sont « Adieu tristesse / Bonjour tristesse », a donné son titre au roman Bonjour tristesse de Françoise Sagan.

## Discographie sélective
- 2000, Poulenc: Musique chorale séculière, Nederlands Kamerkoor, Eric Ericson (dir.), Globe
- 2001, Poulenc: Figure humaine, Accentus, Laurence Equilbey (dir.), Naïve
- 2005, Francis Poulenc: Figure Humaine, Quatre petites prières de Saint François d'Assise, RIAS Kammerchor, Daniel Reuss (dir.), Harmonia Mundi
- 2012, Ludus Verbalis volume II, Ensemble Aedes, Mathieu Romano (dir.), Outhere